# Label Flamme verte
Le label Flamme verte est un label de qualité (label volontaire) appuyé sur une charte de qualité élaborée en France par l'Agence de l'environnement et de la maîtrise de l'énergie (ADEME) et lancé en 2010 avec l'appui de différents fabricants d'appareils de chauffage.

## Objectif
Le label Flamme verte, soutenu par les pouvoirs publics, vise à promouvoir les appareils les plus vertueux et performants d'un point de vue énergétique et environnemental ; des appareils de chauffage au bois maîtrisant mieux sa combustion polluant beaucoup moins. Le remplacement de matériels désuets ou peu performants par ces appareils présente un intérêt pour la santé publique et la qualité de l'air (air intérieur et air extérieur).
De plus, dans le cadre du Grenelle de l'Environnement, des objectifs pour l'horizon 2020 ont été fixés pour le développement des énergies renouvelables en France. 
La filière « chauffage-bois domestique » doit, avant la fin 2020, équiper 9 millions de foyers d'un dispositif performant le chauffage au bois. Fin 2013 dans les habitations individuelles, plus de 7,5 millions de foyers étaient équipés d'un poêle, d'un foyer fermé / insert, d'une cuisinière ou d'une chaudière fonctionnant au bois ou à la biomasse.

## Histoire
Depuis 2010, l'affiche des appareils les plus performants au sein du label Flamme verte s'effectue sous la forme d'étoiles (classement évoquant celui des hôtels ou des restaurants) : plus le nombre d'étoiles est élevé, meilleures sont les performances du produit.
En 2010 avaient été créées trois classes : 3, 4 et 5 étoiles. 
En 2012, seules les classes 4 et 5 étoiles étaient retenues pour demeurer au sein du label Flamme verte. 
S'agissant des chaudières, depuis le 1er janvier 2014, seule la classe 5 étoiles est éligible au label. Cette même exigence est applicable pour la section « appareils indépendants » depuis le 1er janvier 2015. 
En 2018, en Europe l'étiquette énergétique (étiquette colorée de type A, B, C, etc. comme sur l'électroménager) devient obligatoire pour les appareils de chauffage, mais elle décrit essentiellement le rendement de l'appareil (sans garantie aucune sur le monoxyde de carbone ou les particules fines émises).

## Gouvernance
Le label Flamme verte est organisé en deux sections pilotées par un comité de pilotage : 
1. Une section « appareils indépendants » regroupe des industriels concevant des foyers fermés / inserts, des poêles à bois et à granulés, ainsi que des cuisinières domestiques ;
2. Une section « chaudières domestiques » regroupe des industriels développant des chaudières à chargement manuel et à chargement automatique.

Un organisme tiers indépendant (Eurovent Certita Certification) contrôle les performances des produits soumis à la labellisation.
Pour obtenir le label Flamme Verte, les appareils dits « indépendants » de chauffage au bois (foyers fermés/inserts, poêles à bois et à granulés de bois et cuisinières ainsi que les chaudières domestiques, brûlant des bûches, plaquettes forestières ou granulés) doivent satisfaire à trois exigences :
1. Le rendement énergétique doit être supérieur ou égal à 70 % ;
2. Les émissions de monoxyde de carbone doivent être inférieures ou égales à 0,3 %[2] ;
3. Les émissions de particules fines doivent être faibles (le niveau Flamme Verte « 5 étoiles » demande des émissions inférieures à 90 mg/Nm3.

Depuis le 1er janvier 2010, les critères d'attribution du label Flamme Verte évoluent donc année après année, avec une exigence croissante ; par exemple, un critère supplémentaire sur les composés organiques volatils a été introduit. Ses critères d'obtention iront de façon croissante jusqu'en 2015. Depuis 2015, le label Flamme Verte introduit deux nouvelles classes de performances 6 et 7 étoiles, qui orientent le consommateur vers des produits plus performants.